# Międzynarodowa Unia Towarzystw Immunologicznych
Międzynarodowa Unia Towarzystw Immunologicznych (International Union of Immunological Societies, IUIS) – międzynarodowa organizacja zrzeszająca wiele krajowych i regionalnych stowarzyszeń immunologicznych z całego świata. Organizacja została założona 5 maja 1969 roku w Brugii, a ma swoją siedzibę w Berlinie. Jest członkiem Międzynarodowej Rady Nauki.
Stowarzyszenia założyciele to:
- American Association of Immunologists
- British Society for Immunology
- Canadian Society for Immunology
- Dutch Society for Immunology
- Gesellschaft fur Immunologie
- Israel Immunological Society
- Polskie Towarzystwo Immunologiczne
- Scandinavian Society for Immunology
- Societe Francaise d’immunologie
- i Jugosłowiańskie Towarzystwo Immunologiczne.

W 2019 roku IUIS liczył 83 stowarzyszenia członkowskie.
W skład komitetu wykonawczego IUIS w latach 2019–2022 wchodzą:
- prezes: Faith Osier
- wiceprezes: Miriam Merad
- sekretarz generalny: Roslyn Kemp
- skarbnik: Michael Ratcliffe
- były prezes: Alberto Mantovani

Co trzy lata IUIS, we współpracy z jednym z członkowskich stowarzyszeń krajowych organizuje międzynarodowy kongres, pod nazwą International Congress of Immunology (ICI). ICI w 2016 odbyło się w Melbourne w Australii.
Następny pod nazwą IUIS2019 odbył się w Pekinie w Chinach w 2019 r., a Kapsztad w Południowej Afryce będzie gospodarzem IUIS2022.
Frontiers in Immunology to oficjalny dziennik IUIS. Immunopaedia.org jest oficjalną internetową platformą edukacyjną przed kursami immunologii organizowanymi przez IUIS w krajach rozwijających się, ale też w innych krajach.
Stałe komisje IUIS zajmują się następującymi zagadnieniami: immunologia kliniczna, edukacja, równość płci i rozwój kariery, immunoterapia, wrodzone zaburzenia odporności, nazewnictwo, publikacje, ocena jakości i standaryzacja, szczepionki i weterynaria. Do ich działań należy również klasyfikacja pierwotnych niedoborów odporności.